# Kadijken (Amsterdam)

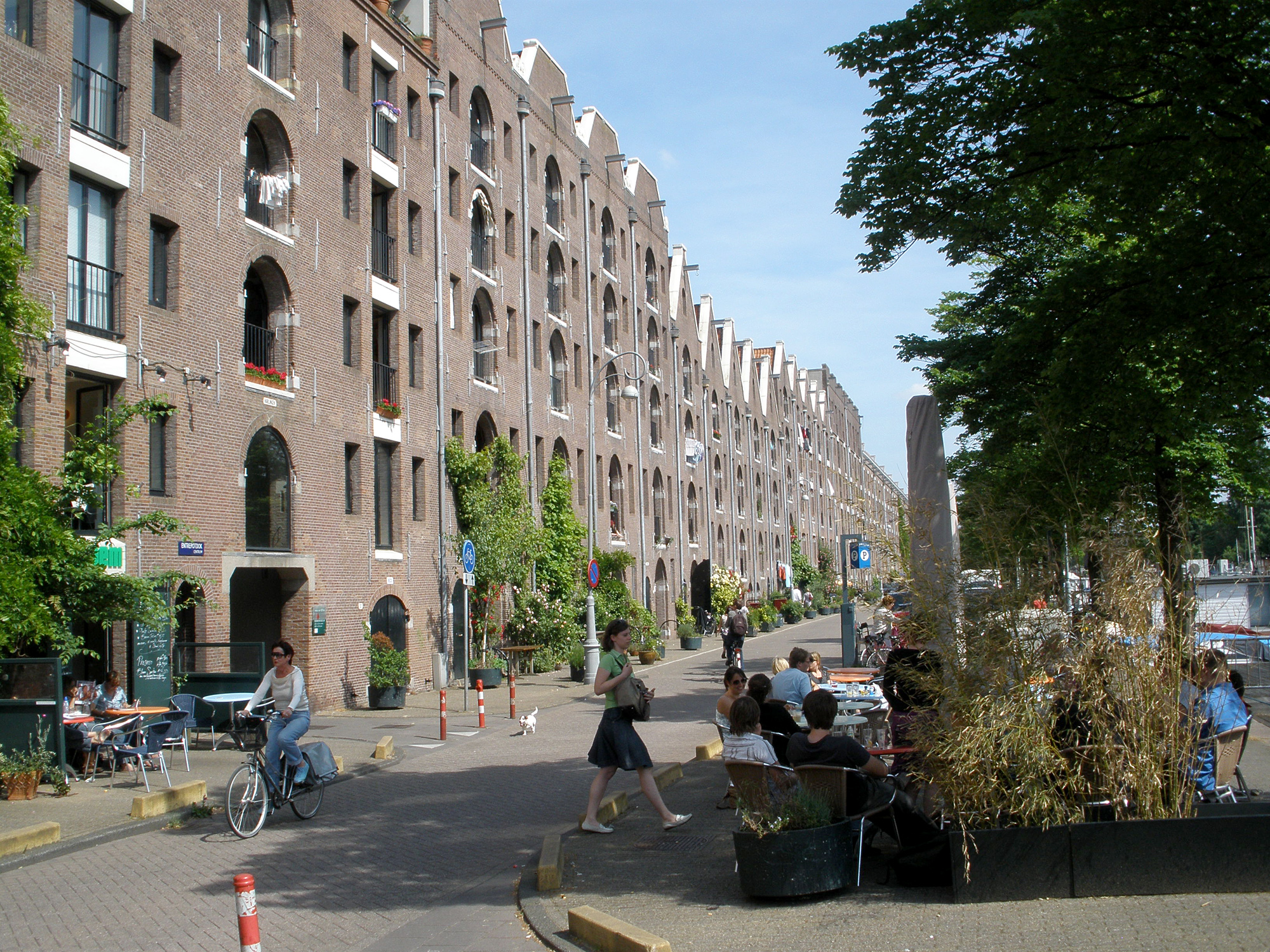
Entrepotdok gezien vanaf de Nijlpaardenbrug

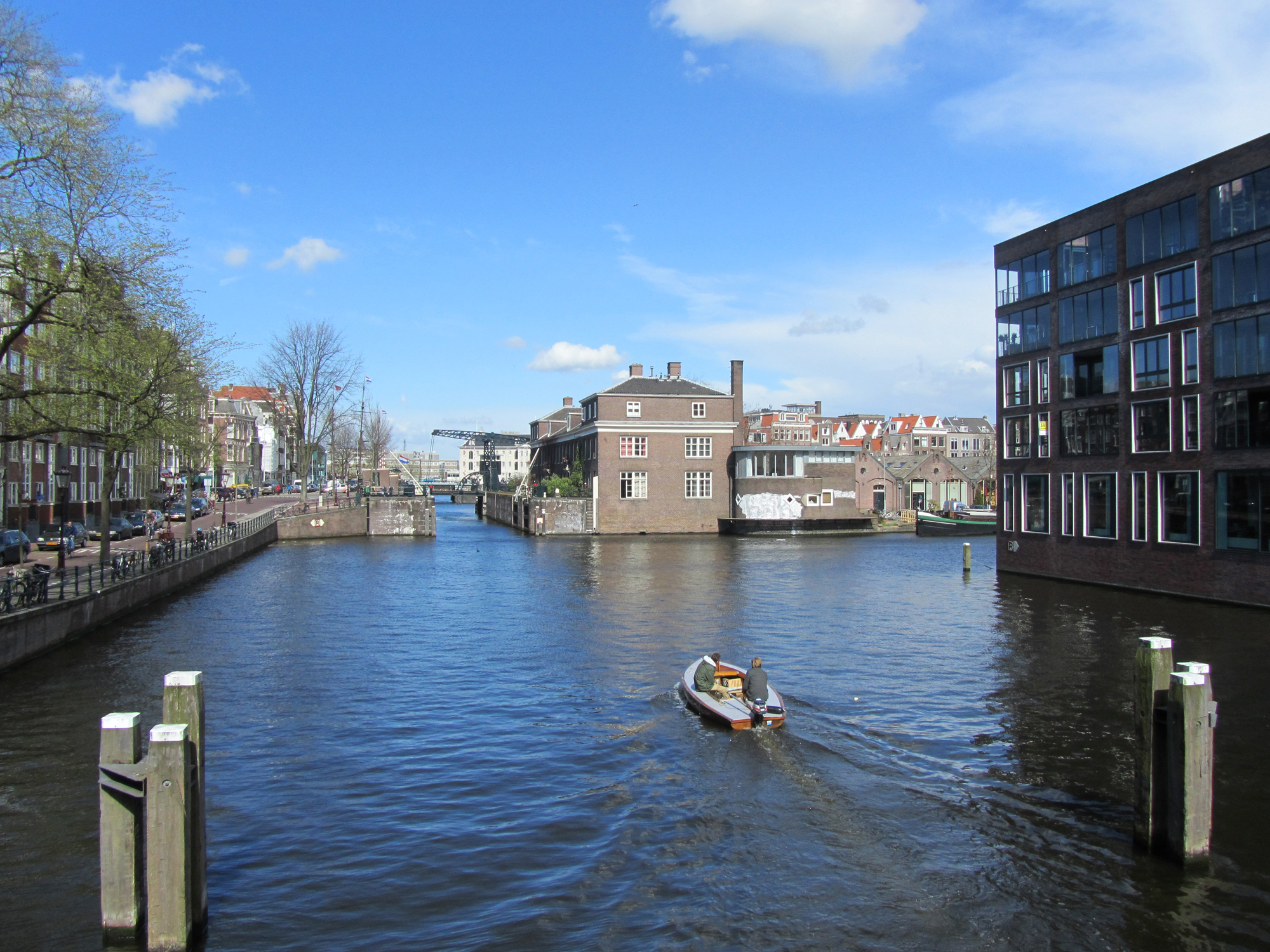
Zuidwestpunt van de Kadijken, met de Nieuwe Herengracht (links), Scharrebiersluis (midden) en Entrepotdok (rechts)

De Kadijken, ook wel Kadijkseiland of Kadijkenbuurt genoemd, is een buurt in het centrum van Amsterdam, ten noorden van dierentuin Artis. De benaming "Kadijken" is een verwijzing naar de twee hoofdstraten van deze buurt, de Hoogte Kadijk en Laagte Kadijk.

## Beschrijving
De Kadijken, een langwerpige strook land van 900 meter lang en 170 meter breed, wordt in het zuiden begrensd door het Entrepotdok, in het westen door de Nieuwe Herengracht, in het noorden door de Nieuwe Vaart en in het oosten door de Sarphatistraat. De buurt wordt in twee delen gesneden, een groter westelijk en een kleiner oostelijk deel, door een voormalig sluizencomplex dat een kanaal vormt tussen de Nieuwe Vaart en het Entrepotdok. Hierdoor is het grotere westelijke deel van de buurt feitelijk een eiland.
Tussen Hoogte en Laagte Kadijk loopt een straatje dat, toepasselijk, Tussen Kadijken heet. Dit straatje heette tot 1943 de Korte Kerkstraat en maakte deel uit van de Kerkstraat die van de Leidsegracht via de Magere Brug en de Plantage Kerklaan naar de Oosterkerk liep. Het straatje Buiten Kadijken loopt vanaf Hoogte Kadijk naar de Nieuwe Vaart. Op de hoek van de Hoogte Kadijk en Buiten Kadijken staat op een zuil een beeld van een valk met een kroon op zijn kop, een replica van een gietijzeren beeld dat hier jarenlang stond als handelsmerk van bierbrouwerij De Gekroonde Valk, die er sinds de 18e eeuw was gevestigd.
Het westelijk einde van de buurt wordt gevormd door het Kadijksplein met het Zeemanshuis en poortgebouw van het Algemeen Rijksentrepot, beide 19e-eeuws. Hier is ook een gietijzeren brug over de Nieuwe Herengracht en daarachter de Scharrebiersluis, beide uit 1906.
Het Kadijkseiland is vanaf het eiland Rapenburg in het westen toegankelijk via de Scharrebiersluis (ophaalbrug 278) en vanaf Prins Hendrikkade en Schippersgracht) via de Kortjewantsbrug (basculebrug 487). Aan de noordelijke oever van het Kadijkseiland liggen de Kattenburgerbrug (basculebrug 274) en de Pelikaanbrug (ophaalbrug voor fiets- en voetverkeer 277) naar de Wittenburgergracht. De Nijlpaardenbrug (ophaalbrug voor fiets- en voetverkeer 1907) bevindt zich aan de zuidzijde, tussen het Entrepotdok en de Plantage Kerklaan. Aan de oostzijde is het eiland verbonden met de Sarphatistraat.
De buurt heeft ongeveer 3000 inwoners. Er staan ongeveer 1700 woningen, vooral in het westelijk deel van de buurt. Hiervan is 60% sociale verhuur, 10% particuliere verhuur en 30% koopwoningen. Het oostelijk deel van de Kadijken heeft grotendeels een bedrijfsbestemming.
De vele voormalige pakhuizen en scheepswerven in de buurt herinneren aan de geschiedenis van de buurt als scheepvaart- en industriegebied. Werfmuseum 't Kromhout en werf Koning William aan de Hoogte Kadijk zijn nog steeds in gebruik. De oosthal van Werfmuseum 't Kromhout is ingericht als museum.
In de buurt staat een groot aantal rijksmonumenten, waaronder een reeks pakhuizen aan Entrepotdok, de Sibbelwoningen aan Hoogte Kadijk en een aantal 17e- en 18e-eeuwse woonhuizen.

## Geschiedenis
De Kadijken ontstonden bij de vierde uitleg van Amsterdam, voltooid in 1663, waarbij buitendijks land aan de oostkant van Amsterdam bij de stad werd ingelijfd. In het gebied lag een zomerdijk (kadijk), de Nieuwe Zeedijk, die was aangelegd buiten de Sint Antoniesdijk. Bij de vierde uitleg werd de dijk verder verhoogd en werd het hoge deel Hoogte Kadijk genoemd, terwijl het er achter gelegen lage deel Laagte Kadijk kwam te heten.
De Kadijken ontwikkelden zich al snel tot scheepswerfgebied. De zuidkant van de buurt had oorspronkelijk een recreatieve bestemming, maar dit verdween met de komst van pakhuizen, loodsen en magazijnen vanaf begin 18e eeuw. In 1827 werd de Rapenburgergracht, zoals de gracht aan zuidkant van de Kadijken heette, overgenomen door de rijksoverheid en werd het Algemeen Rijksentrepot hier gevestigd. Met in totaal 96 pakhuizen en een lengte van 800 meter was dit een van de langste pakhuiscomplexen van Europa. De Rapenburgergracht kreeg de naam Entrepotdok.
Pas in de 20e eeuw verloor de buurt haar industriële karakter en begon de eerste woningbouw. Vanaf de jaren 1970 werden honderden sociale huurwoningen in het gebied gerealiseerd, zowel in voormalige pakhuizen als in nieuwbouw.
Het museum Energetica was gevestigd in een voormalige elektriciteitscentrale uit 1903 aan de Hoogte Kadijk. Het werd in 2007 gesloten, en de collectie werd overgenomen door NEMO.

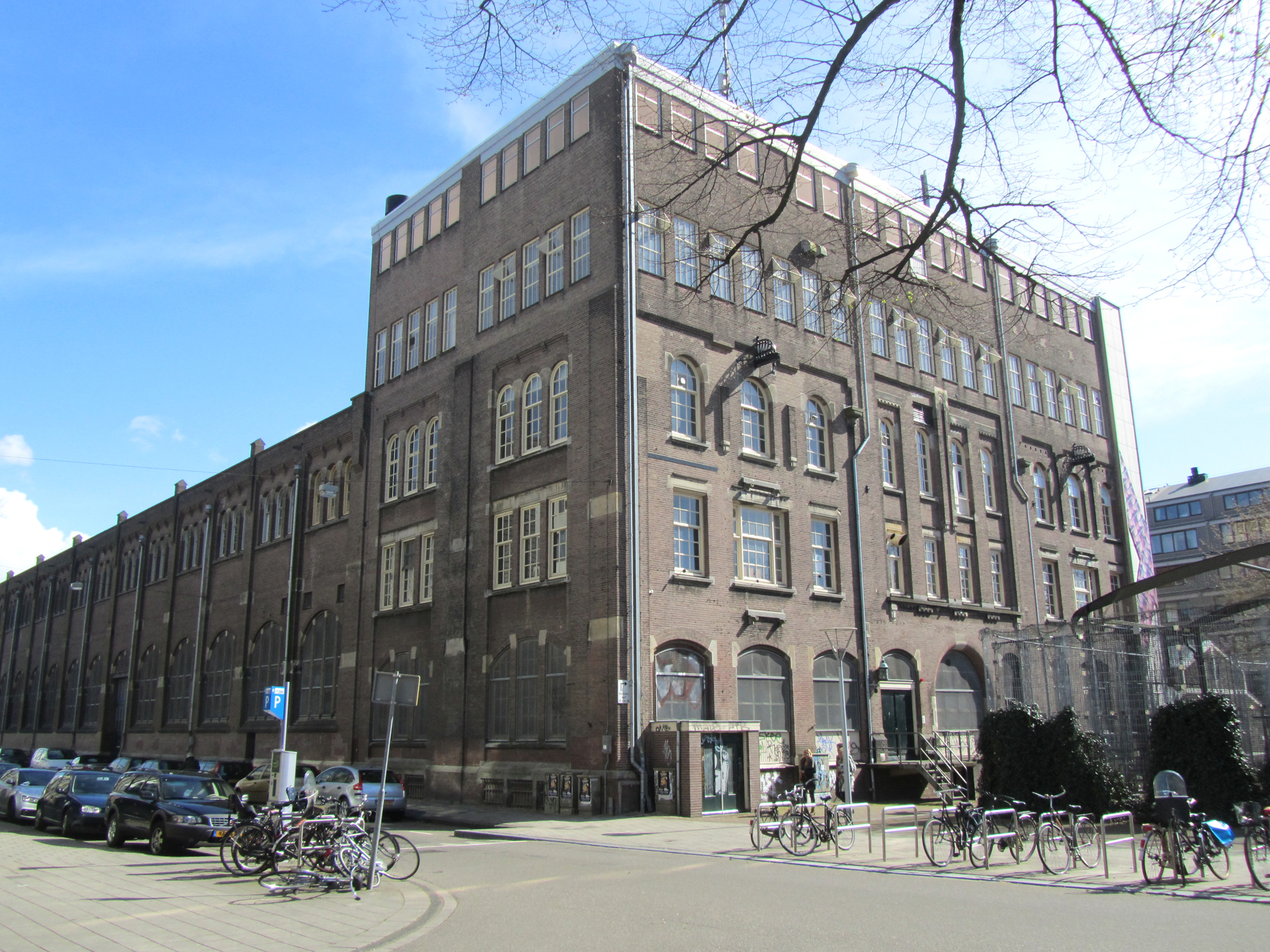
Voormalige elektriciteitscentrale aan de Hoogte Kadijk
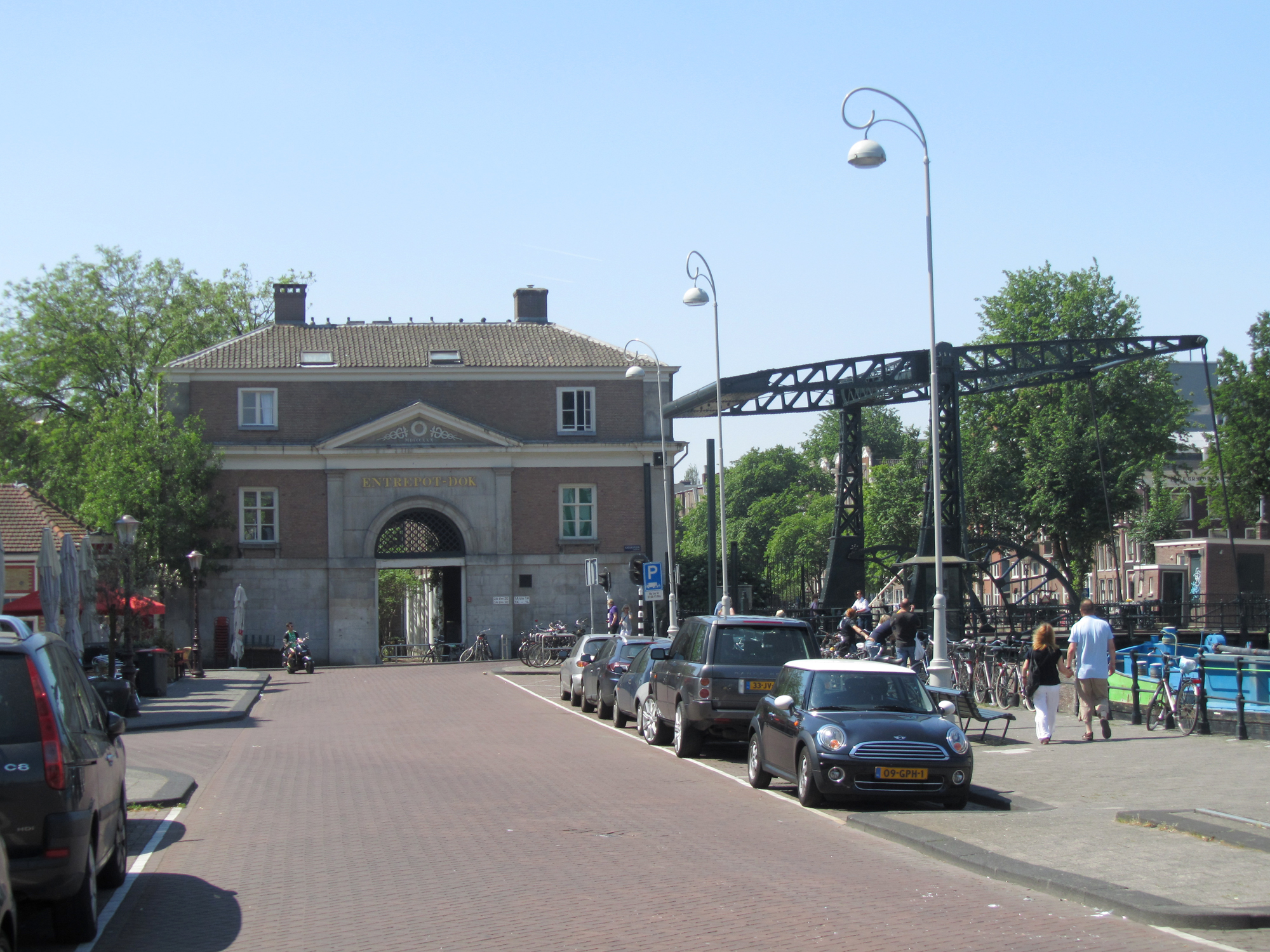
Kadijksplein met de gietijzeren brug over de Nieuwe Herengracht en het poortgebouw van het Algemeen Rijksentrepot
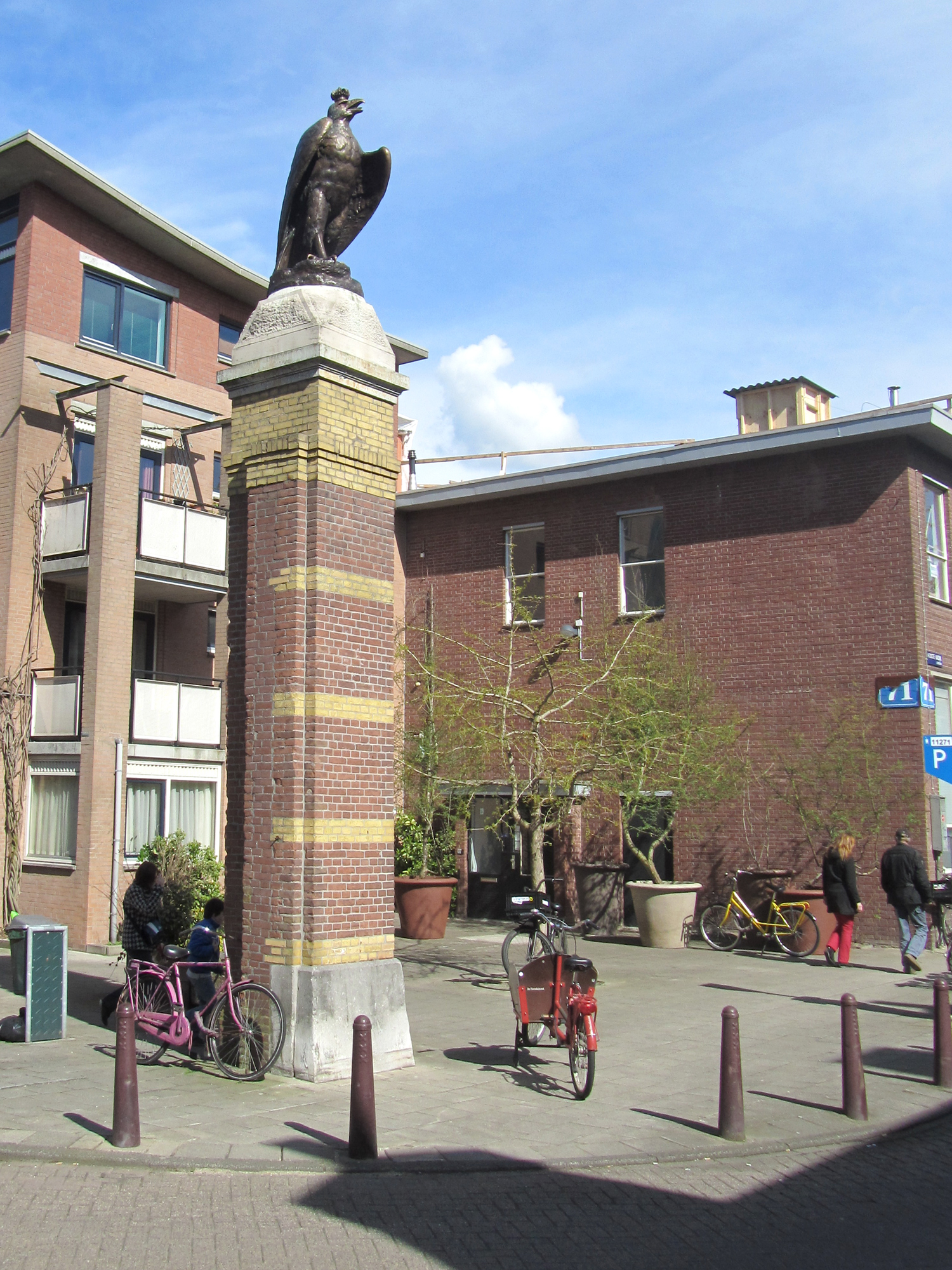
Replica van De Gekroonde Valk op zuil, Hoogte Kadijk

## Verder lezen
- Bas Stortenbeker, Roland van Putten, Frans Hupsch en Roland van Tulder, De Plantage, Kadijken en Oostelijke eilanden: een buurt in beeld. Amsterdam Publishers, 1999.
- Ton Heijdra, Een roerig volkje. De geschiedenis van de Oostelijke Eilanden, Kadijken en Czaar Peterbuurt. Uitgeverij René de Milliano, Alkmaar 1999.